# Claire Jones
Claire Jones (* 1985 Crymych) je velšská harfenistka. Na harfu začala hrát ve svých deseti letech. Vyhrála několik cen, včetně soutěže na National Eisteddfod. V roce 2007 byla jmenována Oficiální harfenistkou Prince z Walesu, kterou zůstala do roku 2011. V roce 2011 hrála na Svatbě prince Williama a Catherine Middleton. V roce 2012 se provdala za hudebníka Chrise Marshalla. Roku 2015 jí byl diagnostikován chronický únavový syndrom.